# Zarbeling
 Zarbeling  es una población y comuna francesa, en la Región de Gran Este, departamento de Mosela, en el distrito de Sarrebourg-Château-Salins y cantón de Le Saulnois.

## Demografía
| Gráfica de evolución demográfica de Zarbeling entre 2005 y 2018 |
|                                                                 |

Fuentes: INSEE.